# Weingut Schlossgut Diel
Das Weingut Schlossgut Diel auf Burg Layen ist ein Weingut im deutschen Weinbaugebiet Nahe. 

## Geschichte
Die Burg Layen liegt auf einem Felsenrücken im Trollbachtal am Unterlauf der Nahe und wurde im 11. Jahrhundert erbaut. Die Familie Diel treibt bereits seit dem 16. Jahrhundert Weinbau im Nahetal. 1802, während der Besatzung der Naheregion durch Napoleon, erwarb Johann Peter Diel (1750–1811) Burg und Weingut von Freiherr Wolfgang Heribert von Dalberg, das die Familie bereits jahrzehntelang gepachtet hatte.
Seit 2017 ist Caroline Diel persönlich haftende Gesellschafterin. Sie löste ihren Vater Armin Diel, Journalist, Weinkritiker und bis 2009 Herausgeber des „Gault Millau Wein-Guide Deutschland“, ab. Kellermeister ist Marcel Will. Auf den 25 Hektar Rebfläche in der Gemeinde Dorsheim werden 70 Prozent Riesling und jeweils rund 10 Prozent Grauburgunder, Weißburgunder, Spät- und Frühburgunder angebaut. Die besten Lagen sind Dorsheimer Goldloch, Pittermännchen und Burgberg. Jährlich werden rund 150 000 Flaschen Wein produziert.
Das Schlossgut verfügt über eine Vinothek, ein Kelterhaus, einen aus der Gründungszeit des Schlosses stammenden Schlosskeller mit Barrique-Keller, einem Tankkeller, in dem die Stahltanks untergebracht sind sowie einem Bereich für die teuersten Raritäten des Gutes.

## Lagen
Die besten Lagen des Weinguts sind Dorsheimer Goldloch, Pittermännchen und Burgberg. In der historischen Lagenkarte von 1901 wurden die Weinberge im preußischen Gebietsteil der Naheregion in drei Grundsteuerkategorien eingeteilt. Zu den Lagen Erster Klasse zählten damals bereits die drei Spitzenlagen Goldloch, Burgberg und Pittermännchen, deren größter Besitzer heute Schlossgut Diel ist. 1997 legten die VDP-Prädikatsweingüter der Nahe in ihrem Lagenstatut fest, dass diese Weinbergsnamen nur in Verbindung mit der Rebsorte Riesling und unter Einhaltung strenger Qualitätskriterien eingesetzt werden dürfen.

## Auszeichnungen
Das Weingut ist seit 1993 Mitglied im Verband Deutscher Prädikatsweingüter (VDP), wobei Inhaber Diel als Vorsitzender für das Weinbaugebiet Nahe fungiert, und bekannt für seine trockenen und feinherben Weißweine, die in großen Fässern aus Hunsrückeiche und Edelstahltanks ausgebaut werden. Das Weinmagazin Vinum nahm das Gut 2004 in seine Aufstellung der 111 besten Weingüter der Welt auf. In den Jahren 2006, 2007 und 2011 wurde das Weingut von Wein-Plus für die Kollektion des Jahres  ausgezeichnet. Als einziger Nahewinzer ist Armin Diel (Gründungs-)Mitglied in der Winzervereinigung „Deutsches Barrique-Forum“.

## Kritik
Seit den 1990er Jahren war Diel zusammen mit Joel B. Payne Chefredakteur und Herausgeber des Gault Millau Wein Guide. 2009 trat er von dieser Position zurück, weil ihm Winzerkollegen eine unzulässige Verquickung von Marketing und Wein-Journalismus vorgeworfen. Der Weinführer wollte für künftige Bewertungen Geld verlangen. Diel dagegen sah sich als Opfer „einer Kampagne“.